# RK-Bro
RK-Bro was een tag team in het professioneel worstelen die sinds 2021 actief was in WWE en bestaande uit professioneel worstelaars Randy Orton en Riddle. De naam van het team wordt afgeleid door Orton's bekende afwerkingsbeweging genaamd "RKO" en Riddle's catchphrase "Bro". Het team is een 2-voudig WWE Raw Tag Team Champion.
In het begin had men twijfels over het team, waaronder Orton zelf ook, hoewel het managament van WWE hiermee toch instemde. Het team werd zeer geapprecieerd bij de fans van WWE. Het team won hun eerste Raw Tag Team Championship bij het evenement SummerSlam in augustus 2021. Op 7 maart 2022, won het team voor de tweede keer het Raw Tag Team Championship op een aflevering van WWE Raw en verlengde hun regeerperiode bij het evenement WrestleMania 38 in april 2022.

## Prestaties
- WWE
  - WWE Raw Tag Team Championship (2 keer)